# Nanochromis wickleri
Nanochromis wickleri és una espècie de peix de la família dels cíclids i de l'ordre dels perciformes que es troba a Àfrica.
Els mascles poden assolir els 7 cm de longitud total.